# 暴孟奇
暴孟奇（1528年—？年），字純甫，号玉溪，山西屯留人，明朝政治人物，同進士出身。

## 生平
山西鄉試第四名舉人。嘉靖四十四年（1565年）中式乙丑科會試第二百三十八名，廷試三甲第二百九十二名進士。丁忧，未授观政，隆慶三年（1569年）八月授户部主事，四年十二月改河南道监察御史，差巡按真定。万历三年（1575年）二月升卫辉府知府，七年八月升陕西临巩兵备副使，十年正月升参政。著有《殷太师忠烈录》。

## 家族
曾祖暴弘、祖暴景剛、父暴璉，壽官，累赠知府；母王氏，累赠恭人。
兄暴孟春、暴孟和、暴孟瑞、暴孟珠；弟暴孟義、暴孟理、暴孟憲。